# Південнонімецькі діалекти

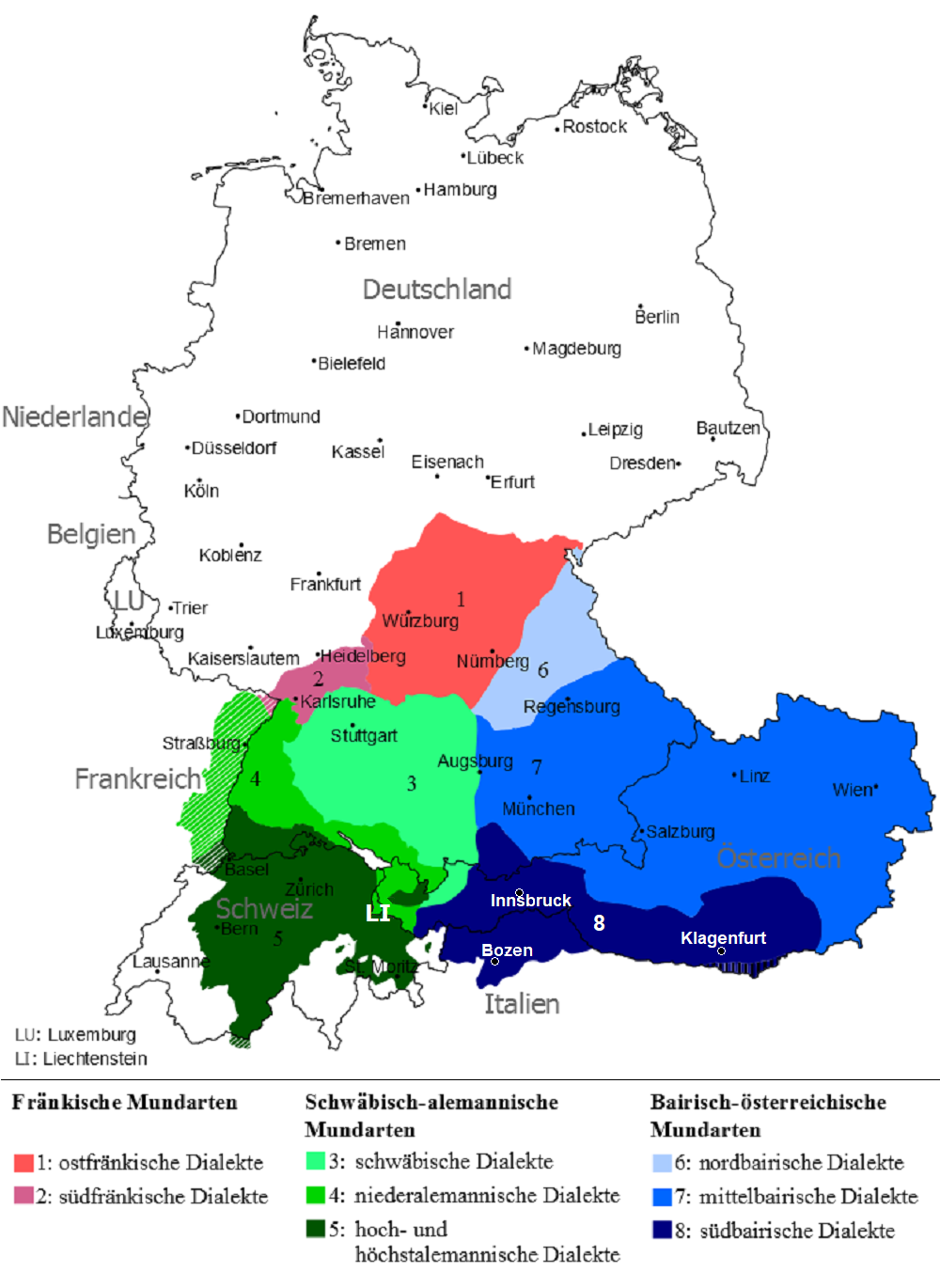
Сучасні верхньонімецькі діалекти

Південнонімецькі діалекти (нім. Oberdeutsch) — діалекти німецької мови, які належать до верхньонімецьких діалектів. Розташовані південніше за середньонімецькі діалекти.
У структурі південнонімецьких діалектів виділяють алеманські, баварські і верхньофранкські діалекти, поширені в Південній Німеччині (Баварія, Баден-Вюртемберг, інші землі), Австрії, Швейцарії та Італії.